# Jordan (Guimaras)

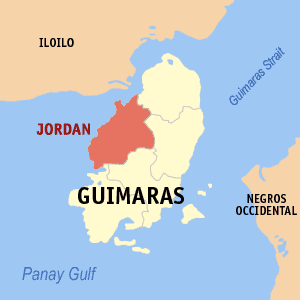
Jordans läge i provinsen Guimaras.

Jordan är en ort i Filippinerna. Den är administrativ huvudort för provinsen Guimaras i regionen Västra Visayas.
Jordan räknas officiellt inte som stad utan är en kommun. Kommunen är indelad i 14 smådistrikt, barangayer, varav 11 är klassificerade som landsbygdsdistrikt och 3 som tätortsdistrikt. Jordans kommun har totalt 28 745 invånare (folkräkning 1 maj 2000) varav 5 220 invånare bor i centralorten.